# Hulodes hilaris
Hulodes hilaris är en fjärilsart som beskrevs av Louis Beethoven Prout 1921. Hulodes hilaris ingår i släktet Hulodes och familjen nattflyn. Inga underarter finns listade i Catalogue of Life.